# FIVB Nations League vrouwen
De FIVB Nations League vrouwen is een internationale volleybalcompetitie die vanaf 2018 elk jaar georganiseerd wordt door de FIVB. Het toernooi is de opvolger van de FIVB World Grand Prix.
De Nations League werd in 2017 opgericht als onderdeel van de FIVB’s marketingstrategie om de fans meer te laten genieten van internationale topvolleybal.

## Erelijst
| Editie | Gastland (eindfase) | Goud                               | Zilver                             | Brons                              |
| ------ | ------------------- | ---------------------------------- | ---------------------------------- | ---------------------------------- |
| 2018   | China               | Verenigde Staten                   | Turkije                            | China                              |
| 2019   | China               | Verenigde Staten                   | Brazilië                           | China                              |
| 2020   | China               | Geannuleerd i.v.m. coronapandemie. | Geannuleerd i.v.m. coronapandemie. | Geannuleerd i.v.m. coronapandemie. |
| 2021   | Italië              | Verenigde Staten                   | Brazilië                           | Turkije                            |
| 2022   | Turkije             | Italië                             | Brazilië                           | Servië                             |
| 2023   | Verenigde Staten    | Turkije                            | China                              | Polen                              |